# Principi di Norimberga
In seguito al processo di Norimberga del 1945 le neo-costituite Nazioni Unite si interrogano sulla necessità di confermare i principi di diritto penale internazionale emersi dai dibattimenti e dalle sentenze, conferendo al processo un significato diverso da un mero provvedimento imposto dai vincitori sui vinti. L'11 dicembre del 1946 l'Assemblea generale delle Nazioni Unite emette la Risoluzione 95/I a "Conferma dei principi di diritto internazionale riconosciuti dallo Statuto e dalla sentenza del Tribunale di Norimberga" in cui si riconosce la necessità che la comunità internazionale provveda ad un'opera di codificazione.
La parte dispositiva è scarna, si limita a confermare principi emersi dall'attività giudiziaria ad hoc, ispirata ad una schietta teoria dichiarativa secondo la quale lo Statuto e le sentenze di Norimberga non aveva creato, bensì meramente riconosciuto principi preesistenti a livello consuetudinario. Inoltre la Risoluzione formula un invito alla Commissione del diritto internazionale, organo sussidiario dell'Assemblea generale affinché produca un documento in cui raccolga i principi emersi, per giungere infine ad un atto vincolato di natura pattizia per la comunità internazionale.
La Commissione accoglie l'invito e il 29 luglio 1950 emana un rapporto intitolato Principi di diritto internazionale riconosciuti dallo Statuto e dalla sentenza del Tribunale di Norimberga, in cui espone sette principi fondamentali:
1. La responsabilità penale internazionale è individuale. Chiunque commetta un atto costituente crimine di diritto internazionale è di questo responsabile e passibile di condanna. Resta la responsabilità internazionale dello Stato se questo organizza e viola i suoi doveri di prevenzione e repressione.
2. I crimini internazionali sono indipendenti dal diritto interno dello Stato.
3. Il fatto che un soggetto abbia commesso crimine internazionale agendo in qualità di capo di stato o alto funzionario non lo esime dalla responsabilità penale internazionale personale.
4. Il fatto che un soggetto abbia agito in esecuzione di un ordine non lo esime dalla propria personale responsabilità penale internazionale. Il subordinato ha altresì il dovere di sottrarsi dall'eseguire ordini riguardanti atti criminali.
5. Il soggetto imputato di crimine internazionale ha diritto ad un equo processo imparziale e rispettoso dei principi generalmente riconosciuti.
6. I crimini che costituiscono crimine internazionale sono i crimini contro la pace, i crimini di guerra e i crimini contro l'umanità. I crimini contro l'umanità sono strettamente connessi alle precedenti categorie. Riprende l'art. 6 dello Statuto del Tribunale di Norimberga.
7. La complicità costituisce crimine di diritto internazionale.